# پروپ
پروپ (انگلیسی: Prope) شرکت بازی ویدئویی ژاپنی است، که در سال ۲۰۰۶ توسط یوجی ناکا تأسیس شد.